# 魯格山
71°51′S 170°11′E / 71.850°S 170.183°E
魯格山（英語：Mount Ruegg），是南極洲的山峰，位於維多利亞地的博克格雷溫克海岸，是德安傑洛冰川和莫布雷冰川的分界點，屬於阿德默勒爾蒂山脈的一部分，海拔高度1,870米，現時由南極條約體系管理。